# 石原昌光
石原 昌光（いしはら まさみつ、1975年（昭和50年）-） は、沖縄県出身のライター。
歴史エンタメメディア『はじめての三国志』『ほのぼの日本史』（2016- ）編集長。

## 来歴
沖縄県立コザ高等学校卒業。沖縄在住。
特定の歴史歴分野に関して深い見識を持ち、大手ゲーム事業の企画立案やイベント監修なども手がける。
FM局FMコザのラジオ番組『石原昌光言いたい砲台』ラジオパーソナリティ。

## 著書
- 塩と人類の歴史 〜塩を求めて争った人類〜
- 袁術祭り
- 李傕・郭汜祭
- #君主論
- 鉄と日本の二千年史
- 朝まで三国志 三国志の最強軍師は誰だ！
- まだ漢王朝で消耗してるの？

## 出演
- 桜坂劇場市民大学「あなたの知らない沖縄戦後史」
- デジタル庁協賛 『誰一人取り残されない、人に優しいデジタル化と江戸の私設図書館』
- FMコザ
- FMうるま
- FMぎのわん